# مقاطعة لورنز (جورجيا)
مقاطعة لورنز (بالإنجليزية: Laurens County)‏ هي إحدى المقاطعات في ولاية جورجيا في الولايات المتحدة الأمريكية.